# Monumenti di Vicenza

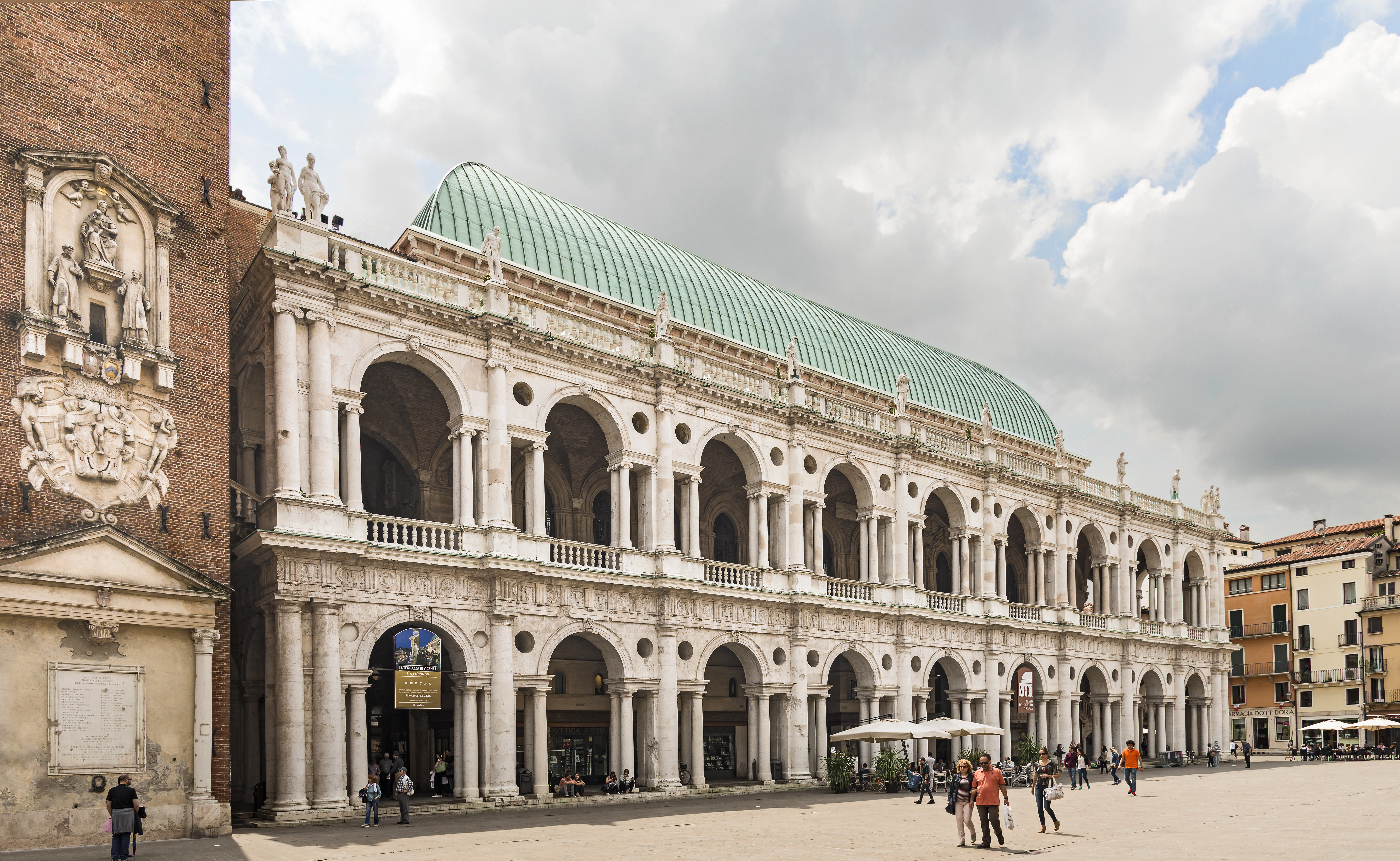
La Basilica Palladiana

Vicenza è una città ricca di monumenti, palazzi e chiese che testimoniano le diverse fasi artistiche, architettoniche e urbanistiche della sua storia, legati in particolare all'opera dell'architetto cinquecentesco Andrea Palladio.
Nel 1994, 23 monumenti palladiani del centro storico di Vicenza (e tre ville palladiane nel suburbio) sono stati inseriti nella lista dei beni Patrimoni dell'umanità dell'UNESCO sotto la dicitura di "Vicenza città del Palladio". Dei 23 edifici, 16 sono palazzi, mentre le altre sette architetture sono: l'Arco delle Scalette, il Teatro Olimpico, la Loggia Valmarana nei Giardini Salvi, la cupola e il portale nord della Cattedrale, la Chiesa di Santa Maria Nova e la Cappella Valmarana nella chiesa di Santa Corona.

## Edifici religiosi
Il maggior numero delle chiese storiche, le più prestigiose e ricche di opere d'arte, sono quelle di pertinenza di abbazie, monasteri e conventi, costruiti a partire dall'VIII-IX secolo e tutti soppressi e demanializzati con le leggi napoleoniche del 1810. Molto più ridotto è invece il numero delle chiese storiche diocesane che, a parte la cattedrale, furono anche più modeste nelle dimensioni e nelle decorazioni.
Centro storico (in senso stretto)
Proprio al centro della città, accanto al palazzo vescovile, si trova la Cattedrale di Santa Maria Annunciata (il Duomo), la cui fondazione risale al IV-V secolo, mentre l'aspetto attuale è quello tardo gotico e primo rinascimentale del Quattrocento.
In piazza dei Signori, sede del potere civile, si affaccia invece la chiesa di San Vincenzo, per molti secoli patrono della città, composta da una serie di ambienti caratterizzati da stili architettonici diversi che vanno dal XIV al XVIII secolo. A est della piazza la quattrocentesca chiesa di Santa Maria dei Servi.
Non esistono più - o non sono più adibite al culto e radicalmente trasformate - le sette antiche cappelle urbane, che fino al 1800 furono sede delle parrocchie della città, a parte la chiesa di Santo Stefano, completamente rifatta agli inizi del Settecento. 
Lungo l'asse principale della città, il corso Andrea Palladio, si trovano altre due chiese del Settecento, la chiesa di San Filippo Neri e la chiesa di San Gaetano, fatte costruire rispettivamente dai padri filippini e teatini.
Delle tre grandi chiese duecentesche costruite presso le antiche porte della città dagli ordini mendicanti, restano il tempio francescano di San Lorenzo e quello domenicano di Santa Corona. È stata completamente distrutta nell'Ottocento, invece, la chiesa agostiniana di San Michele.
Nel centro storico sono ancora visitabili due oratori del Seicento, l'oratorio del Gonfalone in piazza Duomo e l'oratorio di San Nicola da Tolentino, presso ponte San Michele.
Borgo Berga
L'antico borgo che dapprima si è formato a sud del nucleo storico, intorno al teatro romano e si è poi esteso fino alle pendici di Monte Berico, durante il medioevo venne popolato da ben cinque monasteri con annesse chiese; di queste restano soltanto la quattrocentesca chiesa dei Santi Bernardino e Chiara e la parrocchiale chiesa di Santa Caterina, completamente rifatta nella seconda metà del Seicento; di fronte a quest'ultima rimane anche l'oratorio delle Zitelle. Seppure non più adibita al culto, interessante è anche la duecentesca chiesa del monastero di San Silvestro.
Poco fuori del borgo - al di fuori delle mura fatte costruire dalla Repubblica di Venezia nel corso del Quattrocento e alle pendici di Monte Berico, si trovano ad est la chiesa di Santa Caterina in Porto e ad ovest la chiesa di San Giorgio in Gogna, l'unica in città che conservi integra la struttura proto romanica risalente all'alto medioevo. Sulla cima del monte, domina la città il santuario della Madonna di Monte Berico, patrona di Vicenza, edificio complesso formato dalla prima chiesa gotica del Quattrocento e dalla più maestosa aggiunta seicentesca.
Borgo San Pietro
Questo antico borgo si è formato al di là del fiume Bacchiglione a est della città, prendendo il nome dal più importante monastero femminile benedettino del medioevo; nella seconda metà del Trecento fu racchiuso da una cinta muraria fatta costruire dagli Scaligeri. All'interno del borgo sono rimaste la chiesa di San Pietro - totalmente rifatta nel Seicento e ora sede parrocchiale, mentre il monastero da più di due secoli è adibito a ospizio per anziani - nei cui pressi si trova l'oratorio dei Boccalotti e la chiesa di San Domenico delle suore domenicane, dove oggi ha sede il conservatorio di musica.
Poco fuori le mura vi sono, lungo la strada che porta a Padova, la barocca chiesa di San Giuliano e, lungo la strada di Lisiera, la francescana chiesa di Santa Lucia. Non lontano da quest'ultima, la barocca chiesa di Santa Maria in Araceli, fino al 1800 annessa al monastero delle clarisse. Molto più in fuori, lungo la strada Marosticana che porta a Bassano, si trova l'antica e forse longobarda chiesa di Santa Maria Etiopissa.
Borgo Pusterla
Anche questo borgo, sorto a nord del nucleo storico dopo il XIII e racchiuso dalle difese veneziane nel XV-XVI secolo, fu sede di numerosi monasteri e conventi, per la maggior parte demoliti o ristrutturati e destinati ad altro uso. Il più antico - la Chiesa e monastero di San Bartolomeo - parzialmente distrutti, sono ora incorporati nell'Ospedale San Bortolo.
Sede parrocchiale è oggi la barocca chiesa di San Marco in San Girolamo, edificata nel Settecento dai carmelitani scalzi sopra la precedente chiesa dei gesuati. Vicino ad essa la chiesa di Santa Maria della Misericordia, per secoli annessa all'orfanotrofio cittadino.
Borgo Porta Nova
Questo borgo fu creato dagli Scaligeri a ovest della città nella seconda metà del Trecento, ma per il suo completo sviluppo occorsero oltre due secoli. In esso si trovano alcune chiese tutte fatte costruire o gestite da ordini religiosi, come la Chiesa di Santa Croce in San Giacomo Maggiore detta dei Carmini, la palladiana chiesa di Santa Maria Nova e la quattrocentesca chiesa di San Rocco.
A ovest del borgo, lungo la via Postumia in direzione Verona, si trova la paleocristiana Basilica dei Santi Felice e Fortunato, il cui aspetto attuale risale al XIII secolo e che fu per quasi un millennio il più importante monastero maschile benedettino della città.
Sempre a ovest, lungo il fiume Retrone, la duecentesca Chiesa di Sant'Agostino, annessa ad un'antica abbazia, ormai distrutta. Fuori città, in zona Maddalene, l'antica benedettina chiesa di Santa Maria Maddalena.

## Palazzi
Tra i palazzi situati nel centro storico di Vicenza vi sono i 16 palladiani inseriti nella lista dei Patrimoni dell'umanità. Tre di essi (i palazzi Da Monte, Garzadori e Capra) sono considerati attualmente di attribuzione incerta, sebbene mostrino un evidente influsso dello stile di Palladio.

### Palazzi palladiani (UNESCO)
- Basilica Palladiana
- Palazzo Barbaran da Porto
- Palazzo del Capitanio o del Capitaniato
- Palazzetto Capra sul Corso, inglobato in palazzo Piovini
- Palazzo Chiericati (sede della pinacoteca civica)
- Palazzo Civena Trissino (ora sede della casa di cura Eretenia)
- Casa Cogollo detta del Palladio
- Palazzo da Monte ora Migliorini
- Palazzo Garzadori ora Bortolan
- Palazzo Porto Festa
- Palazzo Porto Breganze (ora sede Telecom Italia)
- Palazzo Pojana
- Palazzo Schio
- Palazzo Thiene Bonin Longare (ora sede di Confindustria Vicenza)
- Palazzo Thiene (ora sede storica della Banca Popolare di Vicenza)
- Loggia Valmarana presso i Giardini Salvi
- Palazzo Valmarana

## Ville storiche

### Ville palladiane (UNESCO)
- Villa Almerico Capra detta "La Rotonda"
- Villa Gazzotti Grimani Curti, loc. Bertesina
- Villa Trissino a Cricoli

### Altre ville
- Villa Bonini Matteazzi in loc. Ponte Alto
- Villa Ghislanzoni del Barco Curti in loc. Bertesina
- Villa Negri Cerrioni Ferriani "Ca' Latina"
- Villa Piovene Pigatti
- Villa Valmarana "Ai Nani" presso Monte Berico

## Cimiteri monumentali
- Cimitero Maggiore
- Cimitero acattolico
- cimitero Bangio

## Parchi e giardini
In centro
- Campo Marzo
- Giardini Salvi
- Parco Querini

Fuori dal centro
- Parco Retrone
- Parco di Villa Guiccioli (Museo del Risorgimento e della Resistenza)
- Oasi naturalistica degli stagni di Casale "Alberto Carta"
- Parco Fornaci

## Strutture teatrali di rilievo
Vi sono numerosi teatri attivi in città. Tre di essi sono teatri comunali: il Teatro Città di Vicenza inaugurato il 10 dicembre 2007 (il più capiente, con 910 posti, più un ridotto da 380 posti), lo storico e celebre Teatro Olimpico, tuttora funzionante (chiuso d'inverno, con capienza di 470 persone), il Teatro Astra (404 posti) che allestisce spettacoli di teatro contemporaneo di livello nazionale. A essi si aggiunge l'Auditorium "F. Canneti" nel Palazzo del Territorio (capienza 99 posti, utilizzato soprattutto per concerti), il Teatro San Marco (500 posti), parrocchiale, che ospita ogni anno un festival nazionale di teatro amatoriale, e altri spazi scenici di minori dimensioni.
Il Cinema Odeon, collocato all'interno della chiesa sconsacrata di San Faustino in Corso Palladio, è la sala cinematografica storica del centro e una delle più antiche d'Italia.

## Mura, porte, torri e altre fortificazioni
- Torre Bissara (o Torre di piazza)
- Torre del Girone (o del Tormento)
- Torrione di Porta Castello recentemente restaurato, sede di mostre ed eventi

## Archi
- Arco delle Scalette di Monte Berico
- Portale d'ingresso al giardino del teatro Olimpico
- Arco del Revese (ingresso dei Giardini Salvi)
- Arco degli Zavatteri (congiunge la Torre del Girone alla Basilica Palladiana)

## Portici e scalinate
- Portici di Monte Berico
- Scalette di Monte Berico

## Resti archeologici
- Criptoportico romano in Piazza Duomo, datato tra la fine del I sec.a.C. e l'inizio del I d. C. e appartenente ad una domus privata patrizia.[1]
- Necropoli romana presso la Basilica dei Santi Felice e Fortunato.
- Area archeologica della strada romana sottostante le sacrestie della Cattedrale.[2] Un'area di circa 900 m² comprendente, su strati sovrapposti, resti di abitazioni romane del tempo di Augusto e una sequenza di edifici destinati al culto nel corso dei secoli: una domus ecclesiae del IV secolo, una chiesa paleocristiana del V con lacerti di mosaico, una romanica dell'XI secolo e una chiesa gotica del XIII.
- Acquedotto romano in località Lobbia (I secolo d.C.).[3]